# Cueva de las Manos
Cueva de las Manos (Grot van de handen) is een grottenstelsel en een archeologische locatie in de provincie Santa Cruz, 155 km ten zuiden van Perito Moreno bij de rivier Río Pinturas in Argentinië. De locatie staat sinds 1999 op de Werelderfgoedlijst van UNESCO
De grotten bevatten grotkunst uit de periode van 7.300 tot 700 v.Chr. Er zijn honderden afbeeldingen van handen in collages afgebeeld op de wanden. Er zijn daarnaast afbeeldingen van dieren te zien die nog steeds in het gebied te vinden zijn, bijvoorbeeld de Lama guanicoe. Verder zijn er veel afbeeldingen van de jacht.

## Afbeeldingen
Afbeeldingen zijn onderverdeeld in diverse groepen, naargelang de periode waarin ze zijn aangebracht.

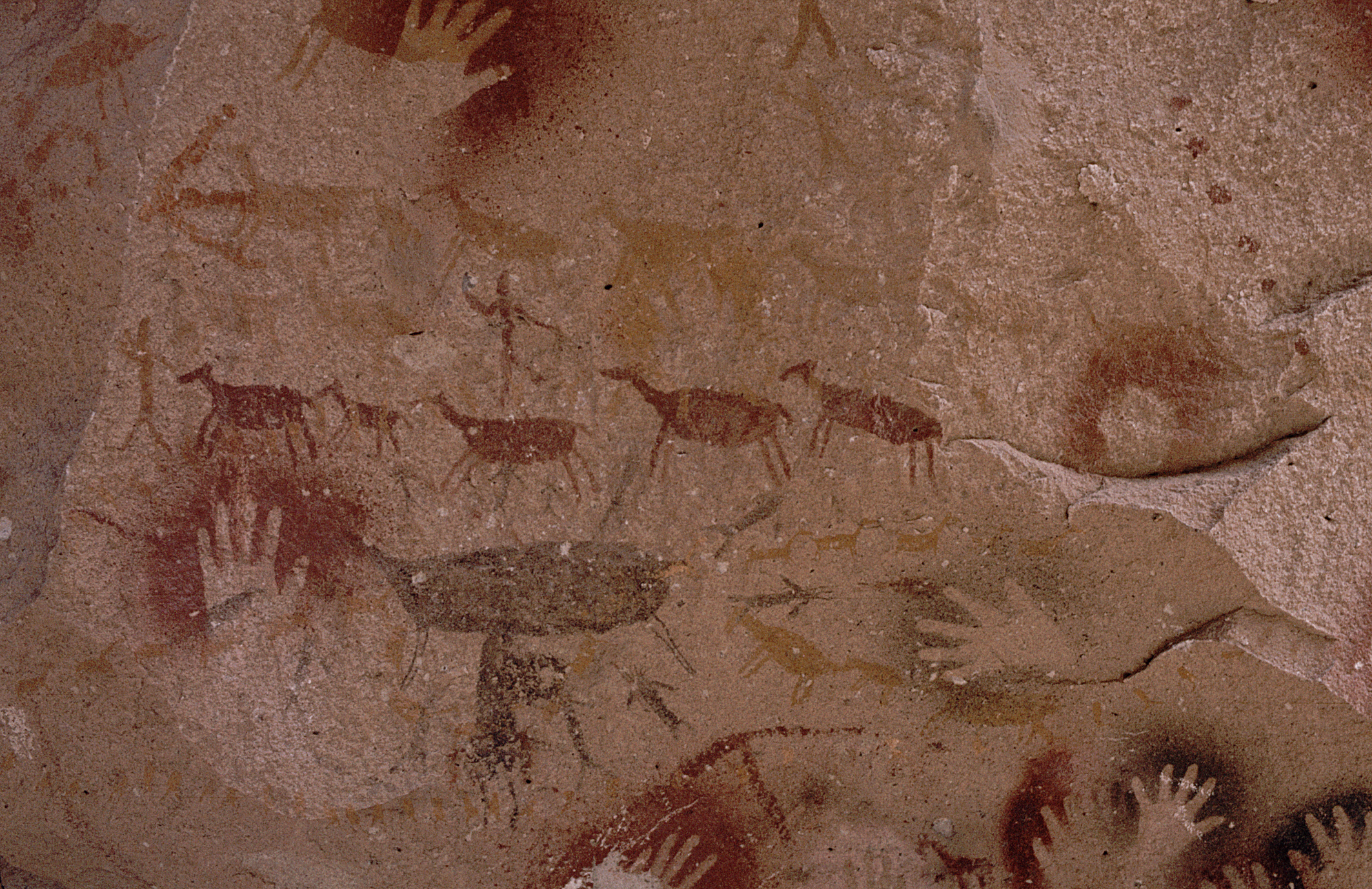
Groep B
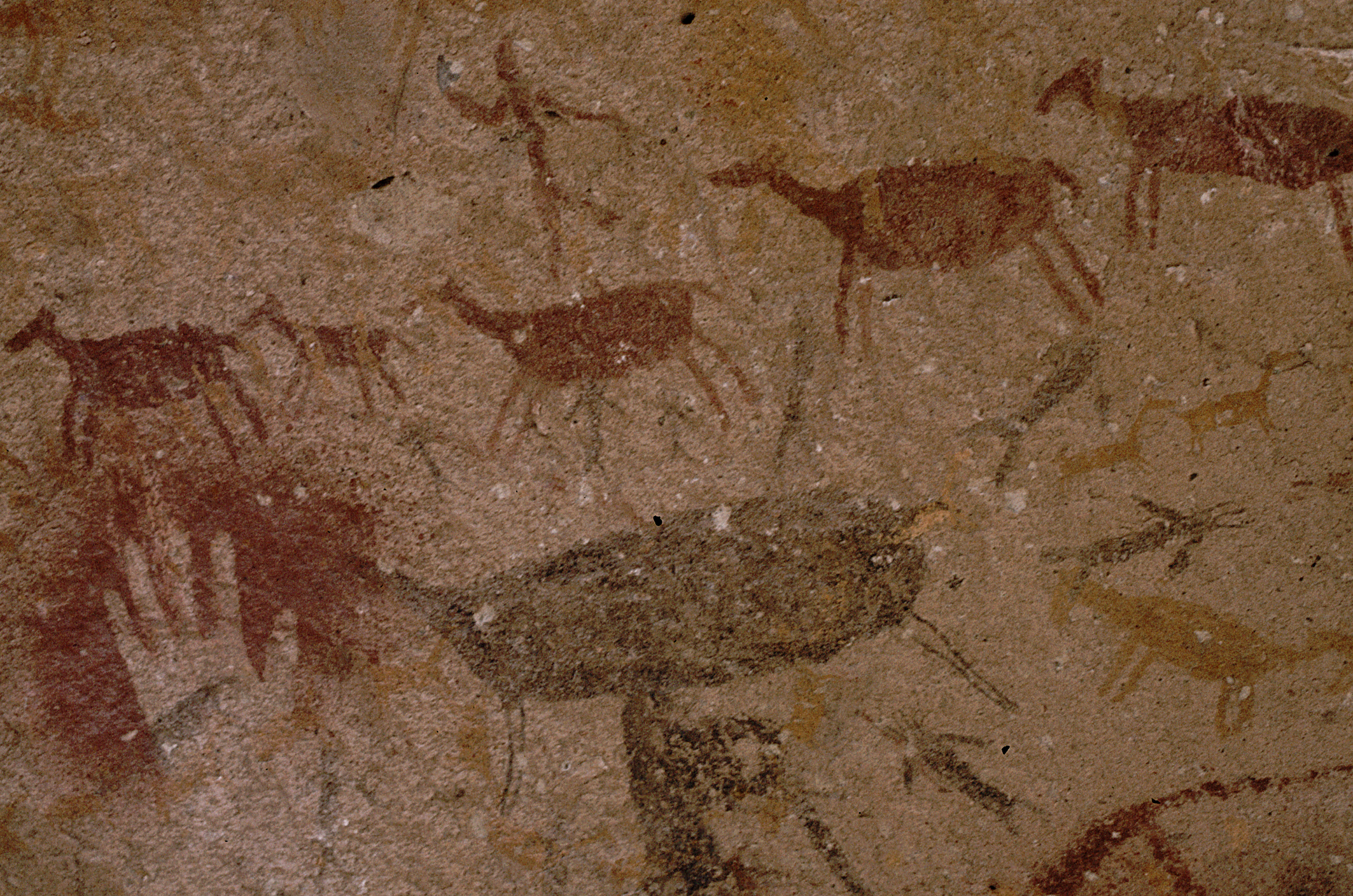
Groep B
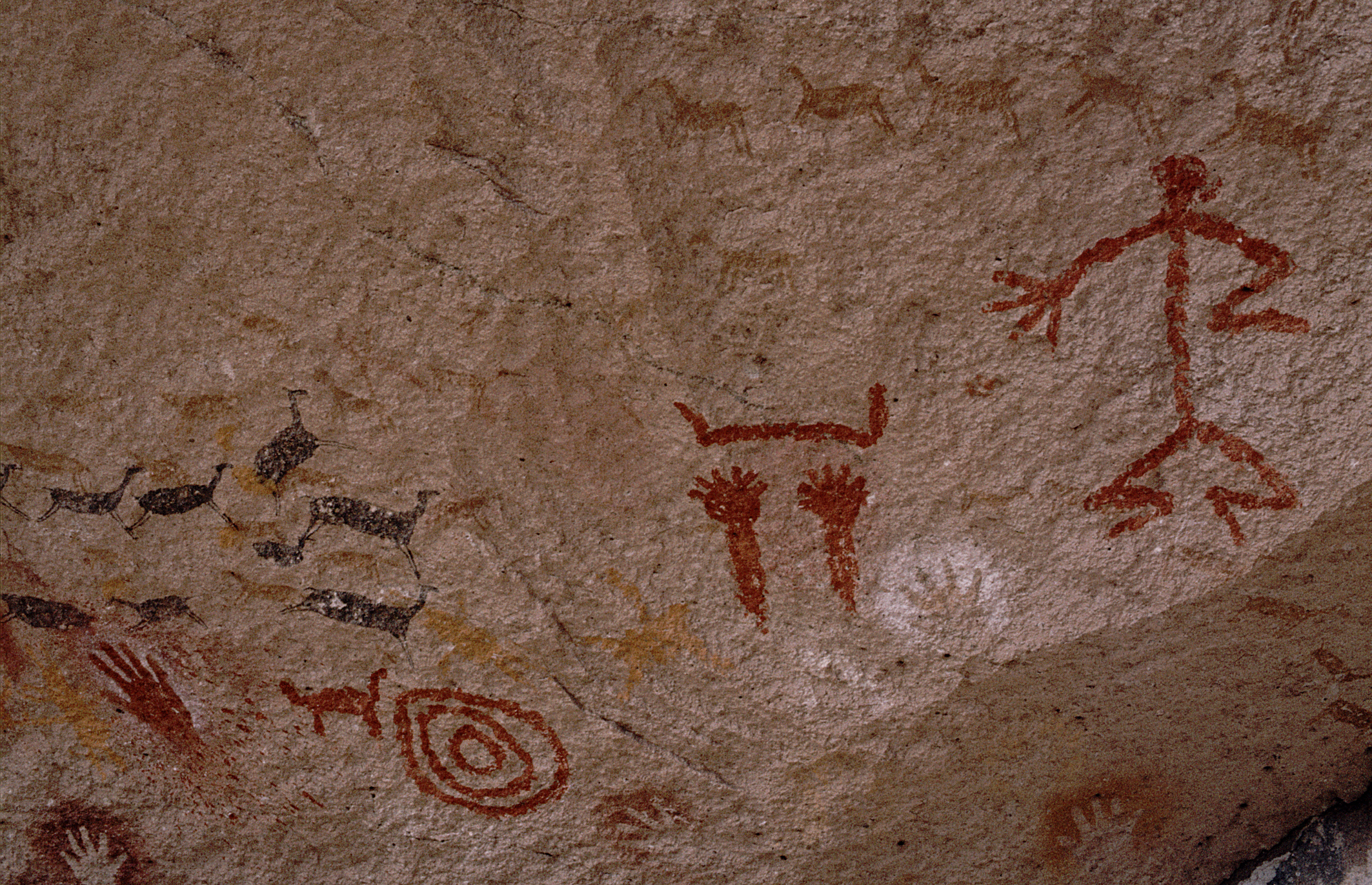
Groep C

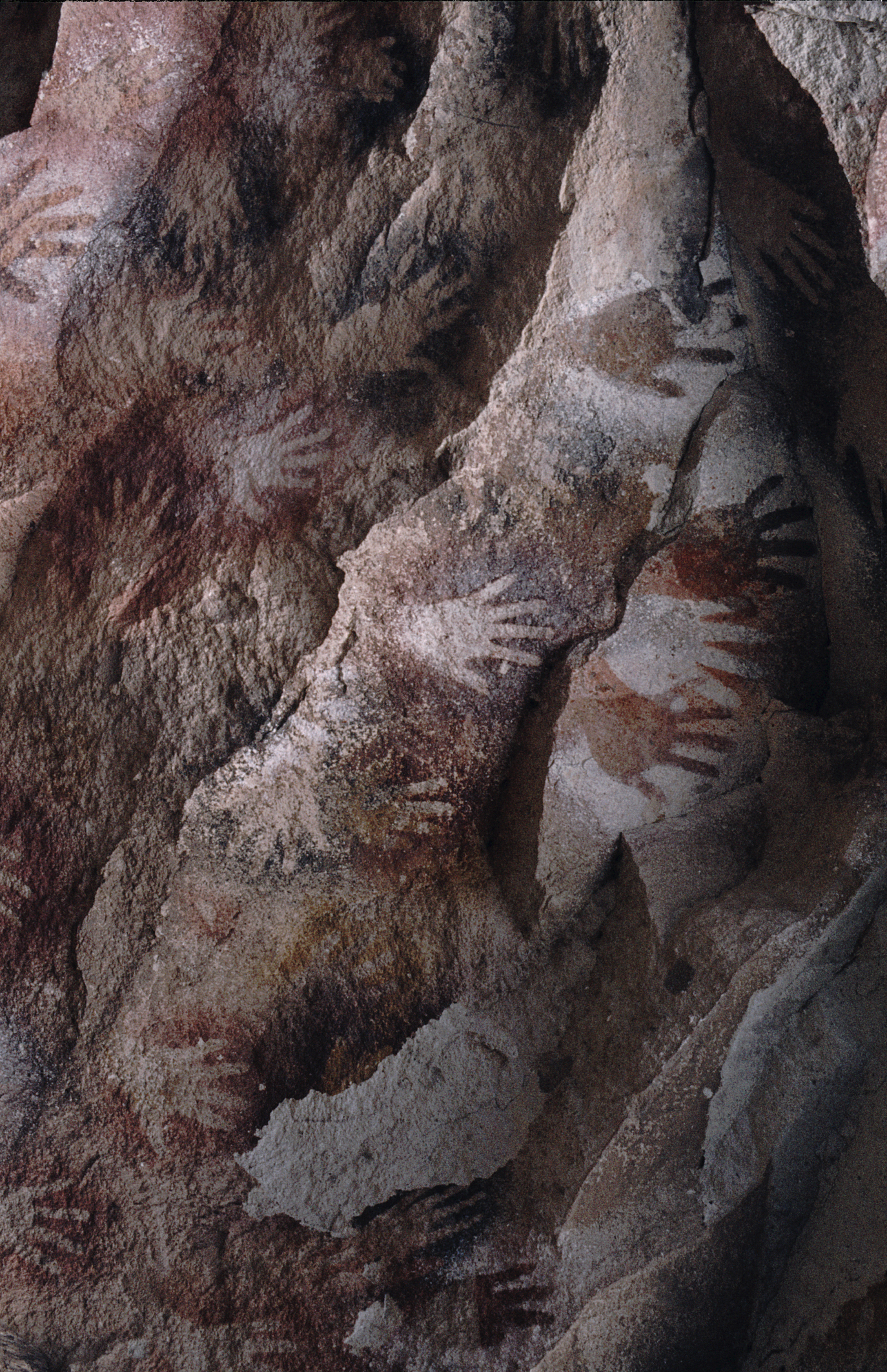
Handafdrukken groep C
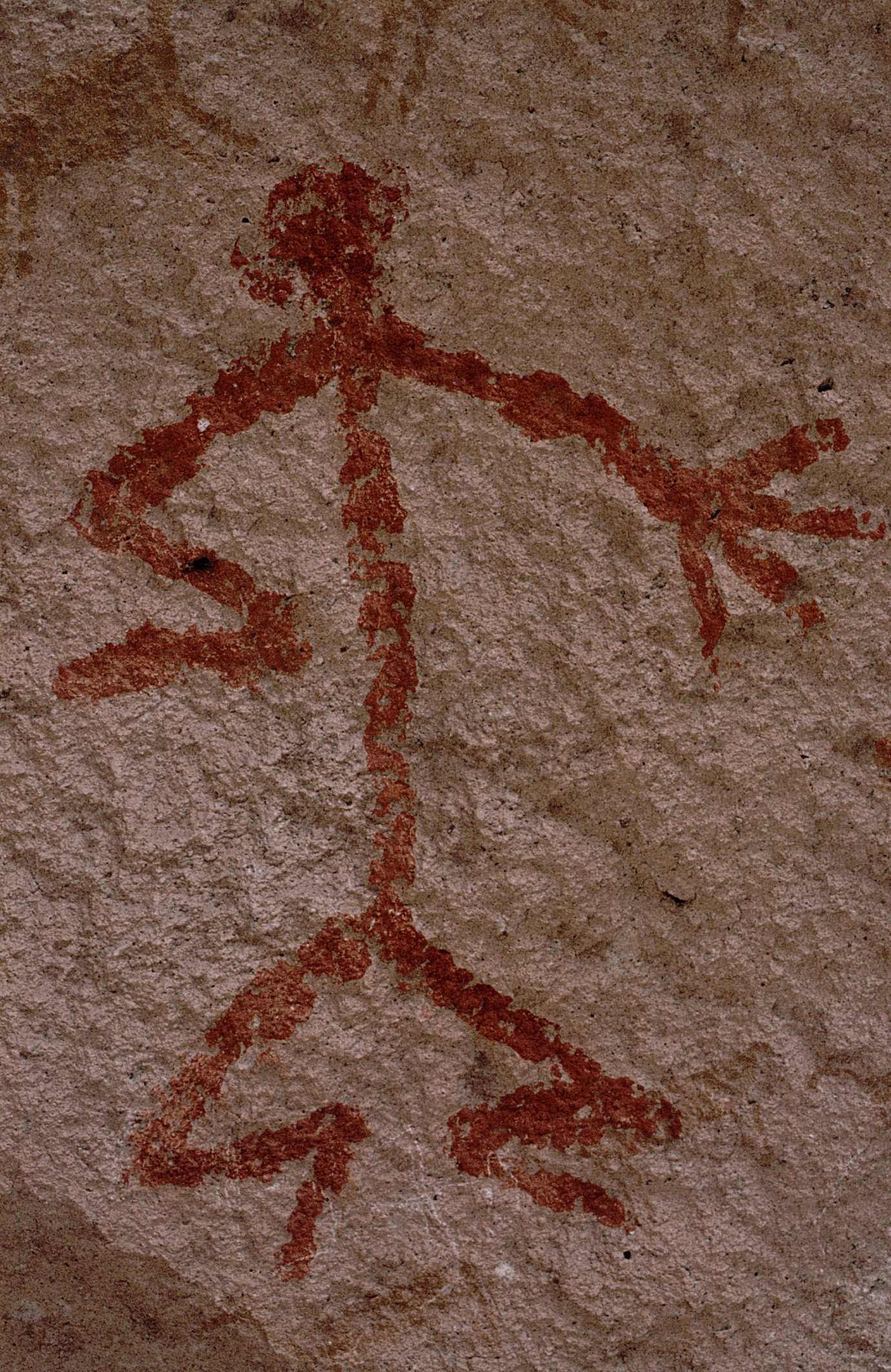
Groep C